# Societat Espanyola de Neurologia
La Societat Espanyola de Neurologia (SEN) és una entitat sense ànim de lucre de caràcter científic i àmbit espanyol fundada el 1949. El seu president és Eduardo Martínez Vila.

## Objectius
- Promocionar, divulgar i fomentar el progrés de la neurologia
- Fomentar la interacció entre els professionals de la neurologia.
- Representar els interessos dels seus membres davant els organismes de les Administracions Públiques, Sanitàries i Docents.
- Servir d'òrgan informatiu de les funcions i fins de l'especialitat i col·laborar amb entitats públiques o privades mitjançant l'elaboració d'estudis i informes.
- Representar internacionalment la neurologia espanyola.
- Organitzar, realitzar i celebrar actes i manifestacions científic mèdiques i científic culturals relacionades amb la neurologia.

## Activitats
Entre d'altres, organitzar una reunió científica anual, així com congressos, sessions, reunions, debats, fòrums, simposis i altres manifestacions similars per a difondre l'especialitat. També concedeix premis, beques i ajudes a la docència i investigació científiques en el camp de la neurologia o àmbits relacionats directament o indirecta, promou projectes d'investigació i edita publicacions relacionades directament o indirecta amb la neurologia.

## Presidents de la SEN
- Lluís Barraquer i Ferré (1949-1952)
- Lluís Barraquer i Bordas (1969-1973)
- Josep Maria Espadaler i Medina (1973-1977)